# Thierry Donard
Pour les articles homonymes, voir Donard.
Thierry Donard né le 3 novembre 1961 est un réalisateur, producteur et scénariste français.

## Filmographie
Longs métrages cinéma du label Nuit de la Glisse
- 1992 : Pushing the Limits[1]
- 2000/2001 : Freeman (sorti VOD/DVD 21 aout 2001)
- 2002: Elevation (sorti VOD/DVD  le 5 mars 2003)
- 2003 : Perfect Moment
- 2004 : L’aventure continue
- 2005 : The Contact
- 2006 : The Ultimate Round
- 2007 : Heroes of Freeride
- 2009 : Testimony
- 2010 : Instant et Never Ending
- 2011 : At the Very Last Moment
- 2012 : Pushing the Limits
- 2013 : Imagine, Life Spent on the Edge
- 2014 : Addicted to Life
- 2015 : Don't Crack Under Pressure
- 2016 : Don't Crack Under Pressure - Season Two
- 2017 : Don't Crack Under Pressure - Season Three
- 2018 : Magnetic
- 2018 : Pushing The Limits
- 2021 : Reset
- 2022 : Human Extreme
- 2023 : Human X

Documentaires
- 1989 à 1994 : série TV Pushing the Limits, 80 épisode TV pour France 2 et France 3.
- 1995 : 4 courts métrages TV réalisés pour TF1 Production, Ushuaia Nicolas Hulot.
- 1999 : 60 épisodes de 26 min diffusés sur les chaînes du groupe France TV

Courts métrages
- 1984 : réalisateur d'un premier film court métrage primé au festival d'aventure de New York
- 1986 : La Créature du professeur Glissenstein, 26 min, en coproduction avec Huiana, la TSR et France 3
- 1987 : 4 courts métrages de 12 min pour La Nuit de la Glisse

## Athlètes présents dans les longs métrages
2005
- Ski : Reggie Crist, Zach Crist, Manu Gaidet, Xavier Troubat, Sverre Liliequist, Fred Syversen, Kaj Zackrisson, Johnny Law, Rory Bushfield, Sondre Björkheim
- Snowboard : Xavier De Le Rue, Alex Coudray, Vivien Dotti, Simon Favier, Lene Nordermoen
- Surf : Corry Lopez, Ken Bradshaw
- Kitesurf : Malik Bouchenafa, Christian Nerdrum
- Parapente : François Bon
- Wingsuit : Jean-Noël Itzstein, Yves Burry
- VTT : Nicolas Duye, Christophe Morera, Lionel Sequera, Bruno Penone, Florent Ravoire, Julien Botella
- Kayak : Mariann Saether, Gigo Castillo, Matt Tidy, Benjamin Hjort, Ed Cornfield, Jim Cummings

2006
- Ski : Kaj Zackrisson, Candide Thovex, Manu Gaidet, Thomas Diet, Pierre-Yves Leblanc, Xavier Troubat
- Snowboard : Xavier De Le Rue, Lene Nordermoen, Marco Siffredi, Matt Annetts
- Surf : Garret Mac Namara, Hira Terinatoofa, Duane de Soto, Mark Healey, Kevin Johnson, Steven Pierson, Alain Riou, Remana Van-Bastolaer
- Wakeboard : Rodolph Vinh-Tung
- Kitesurf : Bertrand Fleury, Tuterai Montrond
- Windsurf : Robert Teritehau
- Parapente : Francois Bon
- Wingsuit : Jean-Noël Itzstein, Yves Burry, Alistair Marh
- VTT : Timo Pritzel

2007
- Arnaud Adam, Omar Alhegelan, Josh Angulo, Matt Annetts, Michel Arrizi, Flash Austin, Eric Bellin, Philippe Bernard, Patrik Beven, François Bon, Malik Bouchenafa, Laurent Bouquet, Ken Bradshaw, Yves Burry, Bab's harlet, Guerlain chicherit, Christophe Crettin, Xavier De Le Rue, Michael Devor, Thomas Diet, Mike Doyle, Marc Dufour, Björn Dunkerbeck, Ane Enderud, Christian Esteve, Mike Fanning, Simon Faviet, Bertrant Fleury, Jeremy Flores, Corky Fowler, Eric Fradet, Bernard Garcia, Jean René Gayvallet, Karsten Gefle, Dominique Gleizes, Eric Gramont, Fred Hackenbar, Jeff Hackman, Laird Hamilton, Hugo Harrison, Mark Healey, Thony Hemery, Christian Hosoi, Andy Irons, Bruce Irons, Jean-Noël Itzstein, Michel Laronde, Pierre-Yves Leblanc, Philippe Lecadre, Boris Letexier, Antonin Lieutaghi, Sverre Liliequist, Cary Lopez, Jean-Louis Lugon, Yogi Mahertz, Andy Macdonald, Alister March, Garett Macnamara, Todd Mason, Sébastien Michaud, Robby Naish, Cyril Neri, Lene Nodermoen, Matly Nothlind, Mark Occhilupo, Florian Orley, Joêl Parkinson, Dominique Perret, Olivier Perrillat, Micky Picon, Pierre Poncet, Wayne "Rabbit" Bartholomew, Alain Revel, Mark Richards, Greg Riffi, Regis Rolland, Benjamin Sancho, Mariann Saether, Kelly Slater, Jim Stelling, Pancho Sullivan, Fred Syversen, Rizal Tanjung, Tchouky, Shawn Thamson, Candide Thovex, Xavier Troubat, Mark Twight, Adrien Valero, Jorgen Platou Willumsen, Kaj Zackrison

2009
- Josh Angulo, Matt Annetts, Malik Bouchenafa, Xavier De Le Rue, Michael Devor, Karsten Gefle, Hugo Harrison, Pepen Hendrix, Sverre Liliequist, Garrett Mcnamara, Lene Nordermoen, Matt Reardon, Rizal Tanjung, Kaj Zakrisson.

2010
- Instant : Danny Macaskill, Taj Burrow, Mark Matthews, Duane De Soto, Alain Goikoet, Iban Rivado, Lem Villemin, Matt Annetts, Karsten Gefle, Mike Lamy, Fred Syversen, Michael Devor, Franz Olry, Niccolo Porcella, Lou Wainman, Shawn Richman, Jean-Noël Itzstein, Robert Pecnik, Davide Carrera, Alex Animard, Charlie Sarragalet
- Never Ending : Eunate Aguirre, Jeff Annetts, Matt Annetts, James Boole, Xavier De Le Rue, Michael Devor, Ane Enderud, Simon Favier, Karsten Gefle, Jonathan Gonzales, Jean-Noël Itzstein, Py Leblanc, Marlon Lipke, Robert Pecnik, Gisela Pulido, Tamaki Sugihara, Fred Syversen, David Valladares, Gony Zubizaretta

2012
- Apnée : Davide Carrera
- Kayak : Ron Fischer, Mariann Saether
- Kite Surf : Niccolo Porcella
- Ski : Samuel Anthamatten, Ane Enderud, Samuel Favret, Mickael Lamy
- Snowboard : Matt Annetts, Xavier De Le Rue
- Speedride : Mathieu Chassot, Ueli Kestenholz, Dominik Wicki
- Stand Up Paddle : Patrice Chanzy, Aude Lionet-Chanfour
- Surf : Matahi Drollet, StevenPierson, Hira Terinatoofa
- Telemark : MIhael Devor
- Wingsuit : Espen Fadnes, Roh Malnuit, Robert Penik, Edo Senia, Jokke Sommer, Ludovic Woerth, Mathias Wyss

2013
- Ski : Jeff Annetts, Sam Favret, Mickael Lamy, Wille Lindberg, Tim Swartz, Drew Tabke, Jeff Leger, Nate Siegler, Casey Wesley
- Speeriding : Ueli Kestenholz, Dominik Wicki, Florian Wicki
- Snowboard : Matt Annetts
- Surf : Matahi Drollet, Keala Kennelly, Alain Riou, Hira Teriinatoofa
- Wingsuit : Ludovic Woerth, Mathias Wyss
- Kayak : Shannon Carroll, Mariann Seather, Katrina Van Wijk, MartinaWegman
- Kite Surf : Tetuatau Leverd, Manutea Monnier, Mitu Monteiro, Rony Svarc
- Stand-up Paddle : Patrice Chanzy, Aude Lionet-Chanfour

2014
- Bike : Antoine Bizet
- Kayak : Eric Deguil
- Kite Surf : Jesse Richman
- Skateboard : Max Géronzi
- Ski : Karsten Gefle, Wille Lindberg, Remi Peschier, Casey Wesley
- Snowboard : Matt Annetts
- Stand up paddle : Aude Lionet-Chanfour
- Surf : Matahi Drollet, Tyler Larronde, Tikanui Smith, Hira Teriinatoofa
- Wingsuit : Mathias Wyss

2015
- Kite Surf : Jesse Richman
- Ski : Karsten Gefle, Wille Lindberg, Silvia Moser, Loic Collomb-Patton
- Snowboard : Matt Annetts
- Stand up paddle : Patrice Chanzy
- Surf : Matahi Drollet, Mateia Hiquily, Tikanui Smith, Hira Teriinatoofa
- Wingsuit : Mathias Wyss, Christopher Espen, Van Monk
- Apnée : Davide Carrera